# Повернення до Батаана
Повернення до Батаана (англ. Back to Bataan) — чорно-білий військовий фільм 1945 року компанії RKO Radio Pictures, режисера Едварда Дмитрика та продюсера Роберта Феллоуза. В головних ролях знялись Джона Вейн та Ентоні Квінн. Фільм зображує історичні (та частково вигадані) події, що відбулися після битви за Батаан у1942 році на острові Лусон на Філіппінах . Фільм мав робочу нащву — «Невидима армія» (англ. The Invisible Army).

## Сюжет
У 1945 році рейнджери американської армії здійснили наліт на японський табір для військовополонених на Філіппінах, звільнивши військовополонених. Події переносяться у березень 1942 року на півострів Батаан на Філіппінах.
Поки війська американської армії під командуванням генерала Макартура намагаються утриматися на Батаані проти японців, полковник Джозеф Медден (Джон Вейн) отримує завдання організувати партизанській спротив філіппінців проти японських загарбників. Один з офіцерів Меддена, капітан Андрес Боніфаціо (Ентоні Квінн), пригнічений, оскільки його кохана Далісей Дельгадо (Фелі Франкеллі), вочевидь співпрацює з японцями, зачитуючи пропагандистські тексти по радіо.
Меддену насправді відомо, що Дельгадо використовує пропагандистські трансляції, щоб таємно передавати американцям цінну інформацію, але йому наказано не розкривати цей факт нікому, навіть Боніфаціо.
Кілька місяців потому, у жовтні 1944 року, Боніфаціо та Медден отримують завдання, — взяти й утримати невелике село, щоб забезпечити висадку американських сил, яке має відбутися протягом 24 годин.

## У ролях
| Актор             | Роль                     |
| ----------------- | ------------------------ |
| Джон Вейн         | полковник Джозеф Медден  |
| Ентоні Квінн      | капітан Андрес Боніфаціо |
| Б'юла Бонді       | Берта Барнс              |
| Фелі Франкеллі    | Далісей Дельгадо         |
| Річард Лу         | майор Гаско              |
| Філіп Ан          | полковник Корокі         |
| Алекс Гав'єр      | сержант Бернесса         |
| 'Дакі' Луї        | Максімо Квенка           |
| Лоуренс Тірні     | лейтенант Вейт           |
| Леонард Стронг    | генерал Гомма            |
| Пол Фікс          | Біндль Джексон           |
| Абнер Біберман    | японський капітан        |
| Владімір Соколофф | сеньор Буенавентура      |

## Виробництво
Продюсер Роберт Феллоуз був переконаний, що історія про поразку та подальший партизанський опір американських та філіппінських військ може стати своєчасним та прибутковим фільмом. Він зв'зався з Управлінням військової інформації США, яке погодилось надаи допомогу кінематографістам.
На зйомки фільму пішло 130 днів через ситуацію на Тихоокеанському театрі військових дій, яка швидко змінювалась. Це призвели до кількох змін сценарію та, щоб не відставати від поточних подій, та зберегти стрічку актуальною .
У саундтреку повторно використали частини партитури Макса Стайнера для Кінг-Конгу (1933). Також був використаний британський національний гімн.
Під час зйомок Дмитрик дізнався, що Вейн відмовився використовувати дублера під час зйомок трюків. В одній сцені Вейна потрібно було підняти в повітря за допомогою шкіряного ремінця, щоб зімітувати вибух. В іншій сцені, Вейну та Квінну довелося зайти в крижаний ставок та тривалий час залишатися під водою, дихаючи через очерет.

## Додаткова література
- Fojas, Camilla (2014). Islands of Empire : Pop Culture and U.S. Power. Austin: University of Texas Press. с. 44—54. ISBN 9780292756304.
- Hawley, Charles V. (2002). You're a Better Filipino Than I Am, John Wayne: World War II, Hollywood, and U.S.-Philippines Relations. Pacific Historical Review. 71 (3): 389—414. doi:10.1525/phr.2002.71.3.389. JSTOR 10.1525/phr.2002.71.3.389.